# Wagneriana acrosomoides
Wagneriana acrosomoides là một loài nhện trong họ Araneidae.
Loài này thuộc chi Wagneriana. Wagneriana acrosomoides được Cândido Firmino de Mello-Leitão miêu tả năm 1939.